# Andrei Perpeliță
Andrei Perpeliță (12 de abril de 1985) es un deportista moldavo que compite en lucha libre. Ganó tres medallas de bronce en el Campeonato Europeo de Lucha entre los años 2010 y 2017.

## Palmarés internacional
| Campeonato Europeo | Campeonato Europeo | Campeonato Europeo | Campeonato Europeo |
| Año                | Lugar              | Medalla            | Categoría          |
| ------------------ | ------------------ | ------------------ | ------------------ |
| 2010               | Bakú (Azerbaiyán)  | Medalla de bronce  | 60 kg              |
| 2014               | Vantaa (Finlandia) | Medalla de bronce  | 61 kg              |
| 2017               | Novi Sad (Serbia)  | Medalla de bronce  | 61 kg              |